# Gar (powiat)
Gar lub Ge’er (tyb.  སྒར་རྫོང་, Wylie sgar rdzong, ZWPY Gar Zong; chiń. upr. 噶尔县; pinyin Gá’ěr Xiàn) – powiat w zachodnich Chinach, w prefekturze Ngari, w Tybetańskim Regionie Autonomicznym. Siedzibą powiatu jest Shiquanhe. W 1999 powiat Gar liczył 12 114 mieszkańców.